# Burlesque (film)
Burlesque è un film del 2010 scritto e diretto da Steven Antin.
Il film è un musical contemporaneo interpretato da Cher che affianca la cantante Christina Aguilera, al suo debutto cinematografico da protagonista. Co-protagonisti Cam Gigandet, Kristen Bell e Stanley Tucci.

## Trama
Sognando di diventare famosa, Ali lascia il suo piccolo paese di provincia nell'Iowa ed il lavoro da cameriera trasferendosi a Los Angeles in cerca di fortuna. Cercando un lavoro, capita casualmente presso il Burlesque Lounge, un locale gestito con fatica da Tess. Ali rimane subito affascinata dai costumi e dalle coreografie burlesque, che ogni sera animano il locale e sogna un giorno di calcare quel palcoscenico. Tess ed il suo braccio destro Sean le dicono che potrà presentarsi ai prossimi provini, ma Ali pur di lavorare nel locale, prende il posto di una cameriera irresponsabile e viene assunta, conquistando la simpatia del barman Jack.
Nonostante questo, Ali continua a sognare di poter essere come le ragazze del Burlesque Lounge: studia, infatti, da sola l'arte del Burlesque. Una sera, tornando alla sua stanza di hotel, scopre di essere stata derubata: chiede quindi ospitalità a Jack, scoprendo le sue doti di musicista, ed alla fine troveranno un accordo per convivere come inquilini (Ali avrà un tetto sopra la testa e Jack dimezzerà le spese, che altrimenti sarebbero a carico suo visto che la sua ragazza Natalie è fuori città).
Intanto, al locale Tess è alle prese con problemi di ogni tipo: da un lato, deve rassegnarsi alla difficile situazione economica in cui versa il Burlesque Lounge (ricoperto ormai di debiti) e tuttavia non vuole cedere alle pressioni di Marcus Gerber, uomo d'affari, che vuole comprarlo. Dall'altro, si deve occupare della prima ballerina Nikki, costantemente in ritardo e troppo spesso ubriaca sul lavoro.
Quando poi scopre che una delle sue ragazze, Georgia, è incinta, Tess e Sean cercano una sostituta.
Sarà proprio in questa occasione che Ali avrà finalmente la sua possibilità di farsi notare ballando "qualsiasi cosa Tess voglia" ed alla fine riesce ad ottenere la parte; tuttavia, non riesce ad integrarsi con le altre ragazze del gruppo, in particolare con Nikki che la considera una "contadinotta". Ironicamente, sarà proprio Nikki ad offrire ad Ali il suo trampolino di lancio: giungendo per l'ennesima volta in ritardo e brilla sul lavoro, Tess affida ad Ali la parte principale dello spettacolo. Nikki, invidiosa, durante la performance di Ali stacca i cavi delle casse acustiche e cala il silenzio nella sala: infatti, le ragazze dovevano solo ballare per il piacere del pubblico e cantavano in playback. Per salvare la situazione, Ali improvvisa cantando dal vivo, meravigliando ospiti e staff con la sua portentosa voce.
Presa dunque sotto l'ala protettrice di Tess, riuscirà a farsi strada nel mondo dello spettacolo: viene accettata dalle altre ballerine, è apprezzata dal pubblico e la sua potente voce riporta il Burlesque Lounge al suo antico splendore. Viene anche notata da Marcus, che la corteggia facendole costosi regali, sebbene inizi a nascere qualcosa tra lei e Jack.
Eppure, questo non basta a salvare il club dalla imminente chiusura: Tess non riesce a colmare i debiti ed è costretta a vendere il suo locale a Marcus, il cui obiettivo è quello di abbattere il club e costruirci un grattacielo. Ali lo scopre e per amore di Tess e del locale, che oramai è casa sua, trova una soluzione. Con un espediente, suggeritole involontariamente proprio da Marcus, Ali convince Tess che è possibile, a ormai 48 ore dalla sua chiusura definitiva, salvare il Burlesque Lounge. Recatesi infatti da un altro imprenditore che sta per costruire un grande palazzo proprio vicino al club offrendo ai suoi acquirenti una splendida vista sulla città, Tess lo convince ad acquistare i diritti di sopraelevazione sul terreno del suo locale: così facendo, l'uomo potrà vendere gli appartamenti senza il grattacielo di Marcus a fargli calare i prezzi, mentre Tess riesce a coprire tutti i debiti.
Il Burlesque Lounge è salvo e la pellicola si conclude con l'esibizione delle ragazze sulle note di Show Me How You Burlesque, la canzone che Jack aveva composto per Ali "finalmente pronta".

## Produzione
La sceneggiatura è stata scritta da Steven Antin ispirandosi al musical di Bob Fosse Cabaret, per poi essere rivisitata da Susannah Grant e dal premio Oscar Diablo Cody, quest'ultima non compare tra i crediti del film. Le riprese sono avvenute interamente a Los Angeles, iniziate il 9 novembre 2009 e terminate il 3 marzo 2010. Il budget speso per la realizzazione del film ammonta a 55 milioni di dollari.
Burlesque segna il debutto cinematografico da protagonista della cantante Christina Aguilera, che interpreta il ruolo di Ali, una ragazza di provincia che sogna di diventare cantante e ballerina. Nella stesura della sceneggiatura, Antin aveva già in mente l'Aguilera nella parte da protagonista. Del cast fanno parte anche Cher nel ruolo di Tess, che torna sul grande schermo dopo undici anni dal suo ultimo film, proprietaria del locale in cui lavora Ali, che diviene sua mentore, Cam Gigandet nel ruolo del barista Jack, che fa innamorare Ali, Stanley Tucci interpreta Sean, il manager del locale, mentre Kristen Bell interpreta Nikki, prima ballerina del locale e rivale di Ali.
Per il ruolo di Nikki erano state considerate Jessica Biel e Lindsay Lohan.

## Colonna sonora
Della colonna sonora fanno parte alcuni brani eseguita da Christina Aguilera, tra cui uno scritto dalla cantautrice Sia Bound To You. Cher ha registrato due brani per la colonna sonora, uno è la ballata intitolata You Haven't Seen The Last of Me scritta da Diane Warren e che nel 2011 ha vinto un Golden Globe nella categoria "Best Original Song". Alla produzione della colonna sonora hanno preso parte anche Danja e Tricky Stewart. Il primo singolo estratto dall'album è Express.

### Tracce
1. Something's Got a Hold on Me – Christina Aguilera
2. Welcome to Burlesque – Cher
3. Tough Lover – Christina Aguilera
4. But I Am a Good Girl – Christina Aguilera
5. Guy Who Takes His Time – Christina Aguilera
6. Express – Christina Aguilera
7. You Haven't Seen the Last of Me – Cher
8. Bound to You – Christina Aguilera
9. Show Me How You Burlesque – Christina Aguilera
10. The Beautiful People – Christina Aguilera

## Promozione
Il musical e la sua colonna sonora hanno ricevuto negli Stati Uniti una massiccia promozione nelle settimane precedenti all'uscita nelle sale cinematografiche. Protagonista della campagna promozionale è stata soprattutto Christina Aguilera, ospite dei più celebri programmi televisivi americani (Late Show, Chelsea Lately, The Ellen DeGeneres Show, The Tonight Show with Jay Leno, Conan O'Brien, The Oprah Winfrey Show) durante i quali si è esibita dal vivo presentando i brani della colonna sonora. Altre esibizioni della cantante si sono tenute nella finale di Dancing with the Stars (Show Me How You Burlesque) e nell'edizione 2010 degli American Music Award dove ha presentato per la prima volta il singolo Express. Con quest'ultimo brano si è esibita anche nella versione britannica di X Factor subito dopo aver duettato con la finalista Rebecca Ferguson nella nota hit Beautiful.

## Distribuzione

### Data di uscita
Il film è stato distribuito negli Stati Uniti dalla Screen Gems a partire dal 24 novembre 2010. Nel resto del mondo la pellicola è stata distribuita dalla Sony Pictures, Italia compresa, dove l'uscita è stata l'11 febbraio 2011.

### Edizioni home video
L'edizione in DVD di Burlesque è stata distribuita in molti paesi del mondo compresa l'Italia, in cui è disponibile dall'8 giugno 2011. Esso contiene, oltre al film, molti contenuti speciali come il dietro le quinte, ed alcune clip delle canzoni presenti nella colonna sonora della pellicola. Il film è disponibile anche in edizione Blu-ray Disc. Il DVD ha incassato negli USA 22834382 $.

## Accoglienza

### Critica
Sull'aggregatore di recensioni Rotten Tomatoes, Burlesque ha ottenuto il 36% degli apprezzamenti sulla base di 174 recensioni. Su Metacritic il film ha invece ottenuto un punteggio di 47 su 100 sulla base di 38 recensioni.

### Incassi
A fronte di un budget di circa 55 milioni di dollari, film a livello mondiale ne ha incassati circa 90,6.

## Eredità
Nel 2023 è stata annunciata la realizzazione di un musical teatrale ispirato al film. L'opera viene diretta nuovamente da Steve Antin e prodotta esecutivamente da Christina Aguilera, che ne compone le canzoni inedite insieme a Sia e Diane Warren. Anche Todrick Hall e Jess Foley sono stati confermati per quanto concerne la produzione di alcuni brani inediti.

## Riconoscimenti
- 2010 - Phoenix Film Critics Society Awards
  - Miglior canzone originale (You Haven't Seen the Last of Me) a Diane Warren
- 2011 - Golden Globe
  - Migliore canzone originale (You Haven't Seen the Last of Me) a Diane Warren
  - Nomination Miglior film commedia o musicale a Steven Antin
  - Nomination Migliore canzone originale (Bound to You)
- 2011 - Dorian Awards
  - Film "campy" dell'anno
- 2012 - Satellite Award
  - Miglior canzone originale (You Haven't Seen the Last Of Me) a Diane Warren